# 佐田岬砲台

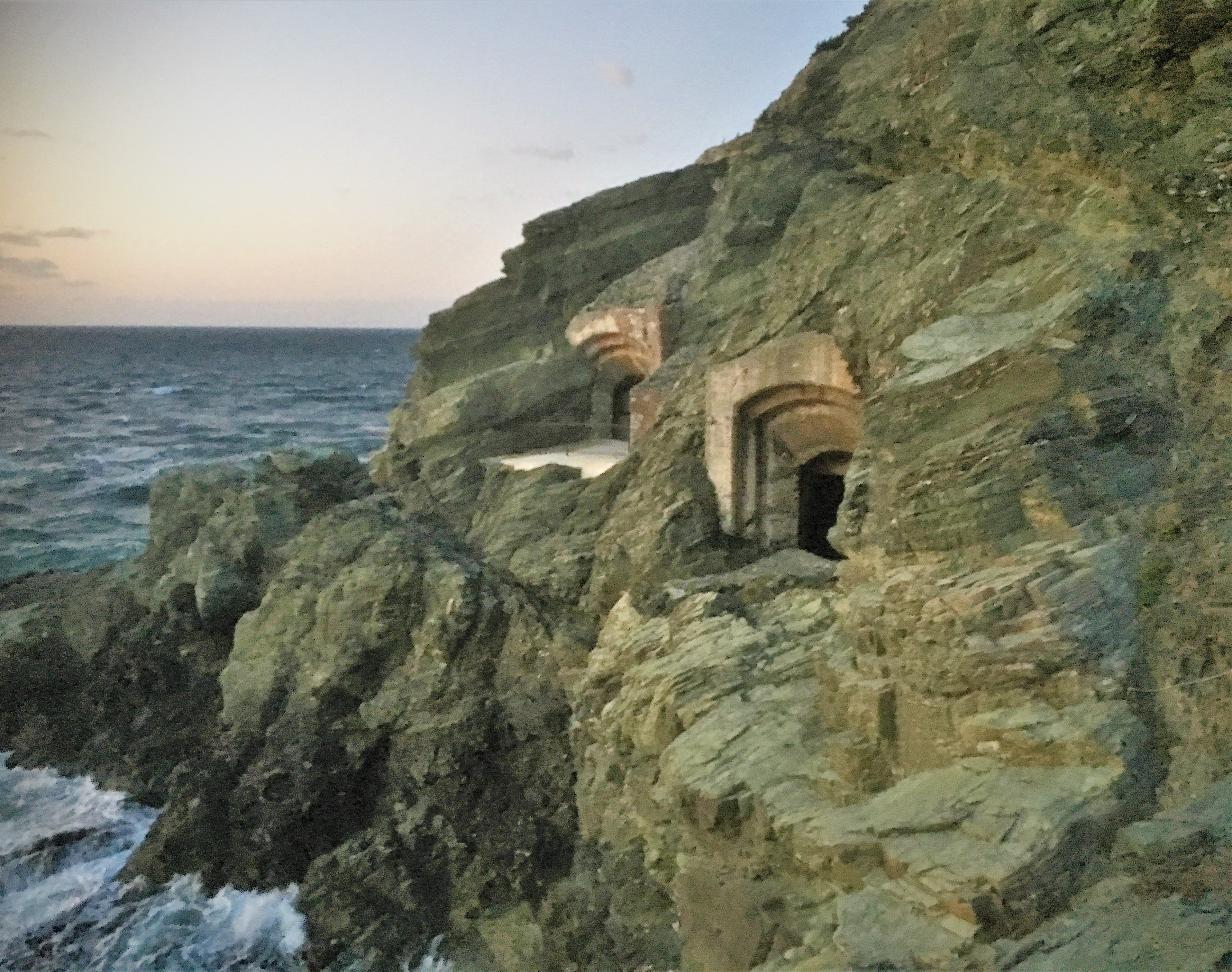
佐田岬先の大島（御籠島）の穹窖砲台

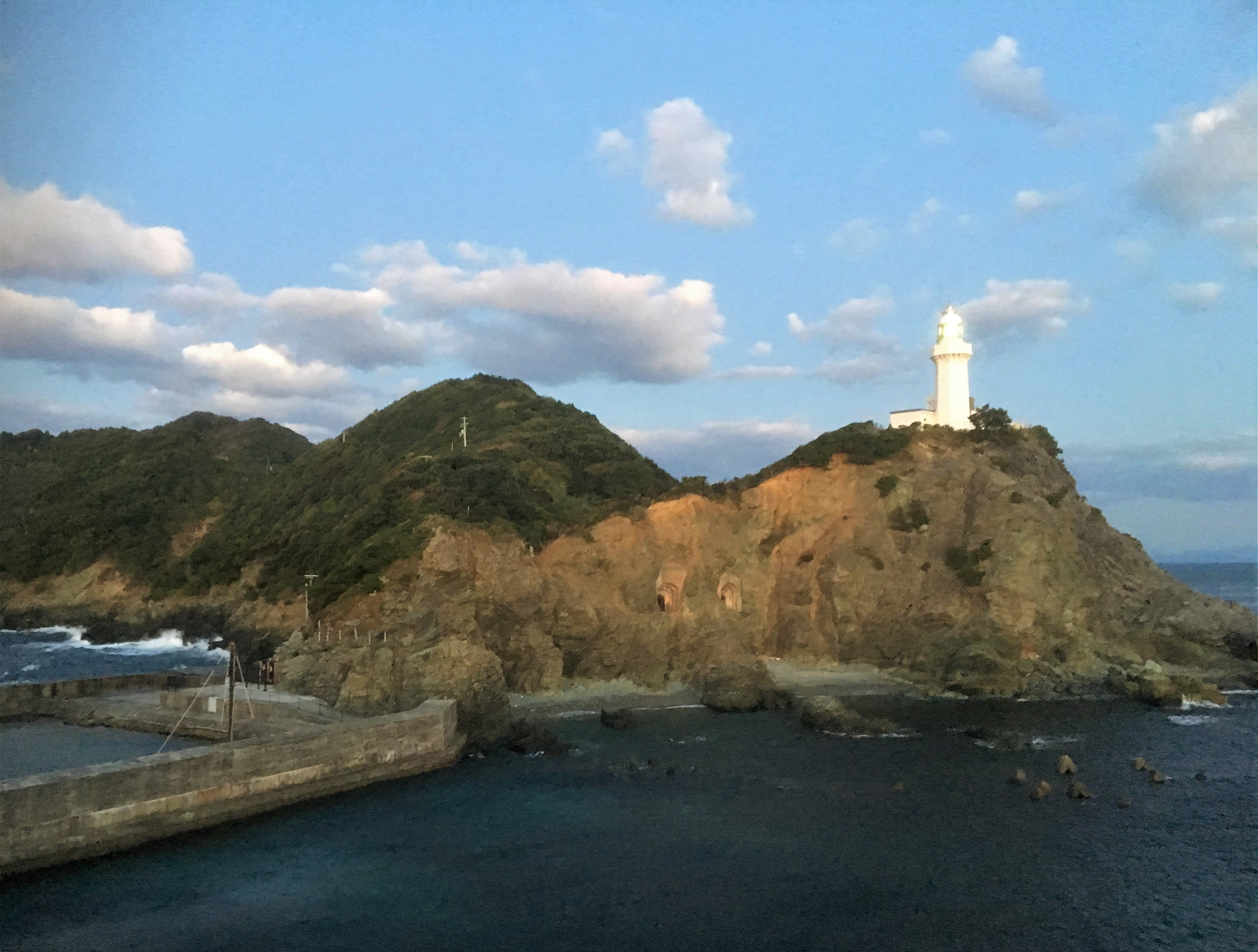
佐田岬灯台と第3砲台（中央）

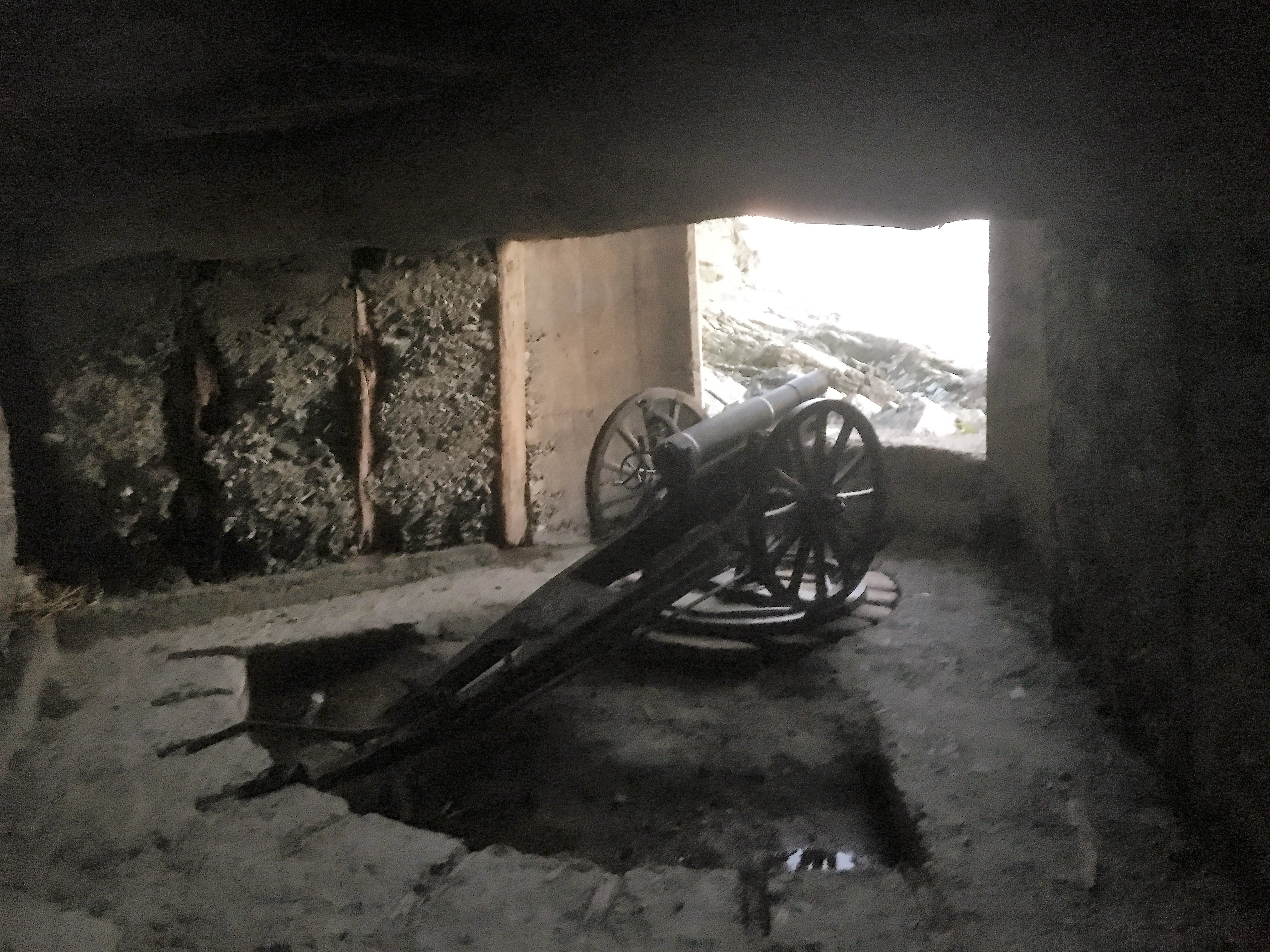
穹窖砲台内部。三八式十二糎榴弾砲（レプリカ）が設置されている

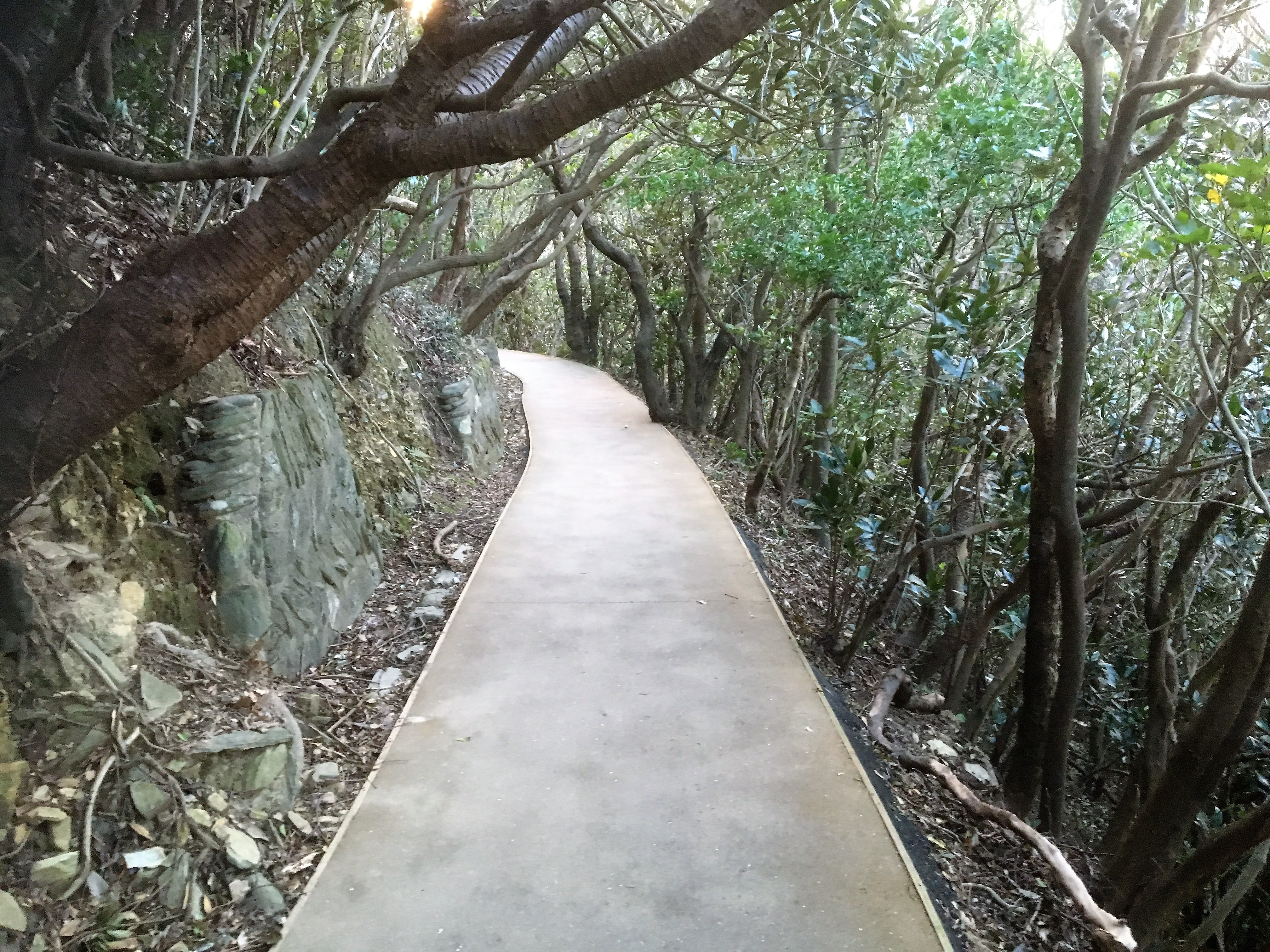
佐田岬砲台の通路。現在は佐田岬灯台への遊歩道として整備されている

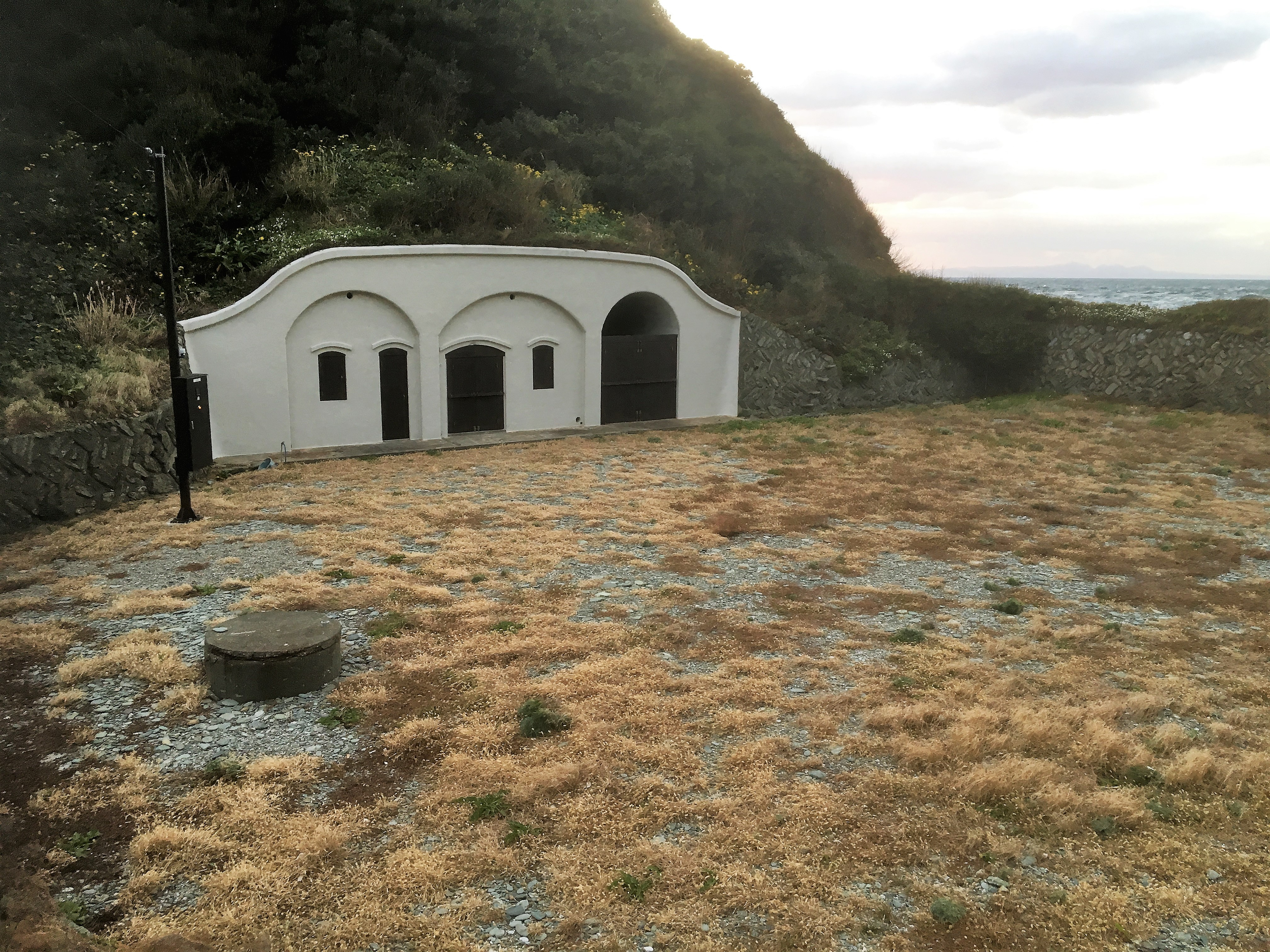
佐田岬砲台の司令部、病舎、官舎の遺構。2017年現在は、佐田岬キャンプ場および倉庫として使用されている。周囲には水道施設の遺構も残る。

佐田岬砲台（さだみさきほうだい）は、愛媛県西宇和郡伊方町正野にあった大日本帝国陸軍の砲台。佐田岬半島先端部に位置し、高島砲台、関崎砲台、丹賀砲台、鶴見崎砲台などともに、豊予要塞を構成する砲台として、豊予海峡の防備のため1924年より整備され、岬の先端3kmは事実上砲撃基地となった。1945年終戦により廃止された。戦後長く放置されていたが、2017年になり一部が観光用に整備された。

## 概要
豊予要塞として設けられた合計10カ所の旧日本陸軍の砲台の1つであり、第一次世界大戦後の1921年（大正10年）から建設が始まった、まず第1砲台と第2砲台がまず作られたが、昭和19年にいったん廃止された。しかし、昭和20年太平洋戦争末期に本土決戦に備えて再整備され、穹窖砲台(第3・第4砲台)が新設された
。2017年現在の佐田岬灯台キャンプ場付近に、司令部や発電所が置かれ、駐車場付近に弾磨き鍛造所などが作られた。現在使用されている灯台への通路も、かつては砲弾などを運搬する要塞の連絡通路であり、レールの上を電動車が走っていた。いずれの砲台も実戦に使用する機会は無く終戦を迎えたが、戦闘機や飛行艇からの機銃掃射攻撃や小型爆弾による散発的な攻撃は何度か受けている。終戦までは近くの水尻集落との境界で兵士による終日厳重な監視が行われていた。設置された砲は時期を前後するが、のべ12門（ただし12門がそろった時期は無い）。

## 設備

### 第1砲台
1924年9月に起工され1926年11月に完成した第1砲台は、最も早い時期に整備された砲台である。現在の佐田岬灯台駐車場から灯台に至る散策路（旧軍道）に入って徒歩2-3分の左側の低い峰に建設された。口径15センチ、砲身長7.515mのカノン砲4門が露天に設置された。弾薬庫は2か所にあり共に地下3.5mに設置され、電動の揚弾機で弾薬の昇降を行っていた。半地下のコンクリート製の弾着観測所（測距施設）も山頂近くに設置された。第1砲台のカノン砲4門はアメリカ軍の上陸作戦に備えるために終戦前年の1944年10月に撤去され、鹿児島県・志布志湾の西入り口にある高崎砲台に移送され第1砲台は廃止された。移送には後述の軍事桟橋が使用された。

### 第2砲台
佐田岬灯台駐車場より四国側、「正野浜」と呼ばれる港の近くの西側の山中に第2砲台が設置されていた。第2砲台は1924年より建設が開始され1924年に完成した。港に降りる正野谷の道の途中から西に行く通路を進んだ場所にあった。4つの砲台には露天で30cmまたは15cmカノン砲が設置されていたが、1944年に撤去され本土決戦に備えて志布志湾方面に移設され、第2砲台は廃止となった。観測所は少し離れた「影の平漁港」近くの山の山頂付近に作られた。

### 穹窖砲台(第3・第4砲台)
本土決戦を睨んで1945年（昭和20年）2月に着工され、終戦直前に完成した。佐田岬灯台直下の断崖絶壁に彫り込み式の掘込み砲台が海上から15mの高さに2つ設けられ、三八式十二糎榴弾砲が2門設置された。敵艦を夜間照射する設備も設置され、探照灯は設置されたレールで山のすそ野をぐるりと移動することが出来た。探照灯を収納・保管する浅い横穴も作られた。
佐田岬先の御籠島南側岸壁にも三八式十二糎榴弾砲2門の掘込み砲台が設置された。弾薬庫も洞穴に作られた。これら穹窖砲台の合計4門の榴弾砲は豊後水道を挟んだ対岸の大分県の鶴見崎砲台から移されたものであるが、砲身長が1.44mしかなく射程も5.68kmと短い明治時代の旧式砲であった。建設作業には周辺住民も勤労奉仕隊として導入された。また予科練（海軍飛行予科練習生）の12-13歳の学生も動員された。配属された兵士は新潟県出身の者が多かったという。当時の御籠島は陸続きではなかったので、比較的軽量な物資は岬から鋼線を張った索道で運搬した。榴弾砲を収める洞穴はノミによる人力とダイナマイトで掘削され、崩落防止のために松の大木で梁が組まれた。掘り出された土砂はトロッコで運び海に投棄された。洞穴は深く掘られた。戦争末期ということもあり作業員に支給された食料は十分なものではなかった。1945 (昭和20)年6月に灯台下の砲台で起きた爆発事故では3人の作業員が亡くなり、後に灯台の北側30mの場所にこの事故の「忠魂碑」が建てられた。また当時21歳の見習士官が作業中に転落死している。大島に掘られた洞穴の長さは20mを超える長さとなった。

### 正野谷桟橋
1926年、第2砲台の建設のために正野谷桟橋という軍用桟橋が第2砲台の北側の海岸に設けられた。桟橋は長さ50m、幅5mの規模。総延長は73m。第1・第2砲台を分解して搬出する際にも使用された。24本の円柱を海に建て、その上に鉄筋コンクリート製で桟橋が築かれている。陸地側は緑泥変岩を積み上げた石垣による桟橋になっている。両者の接続部分には花崗岩が配置されている。地元住民は「軍艦波止」と呼んでいる。県道256号から正野谷に沿って北側に500m歩道を下った海岸にある。

## 戦後

### 荒廃
通路に敷かれてあったレールなどの金属類も戦後まもない時期に撤去されている。兵舎があった場所は、町営キャンプ場になったが、司令部や発電所跡は残っており、夏場の観光シーズンにはキャンプ場の売店や倉庫として利用される。キャンプ場周囲に井戸や貯水設備の遺構が残されている。弾磨き鍛造所の木造平屋建屋は整備されず壁が崩れるなど崩壊が進んでいるが2014年現在辛うじて残っている。正野谷桟橋は2003年12月1日に文部科学省により「旧正野谷桟橋」として国の登録有形文化財（建造物）に登録された。
第1砲台は保存状態が悪く荒廃が進んでいる。第2砲台は良好な状態で残っているが双方の砲台とも観光化されていないので、樹木に埋もれている。第2砲台観測所は民家に払い下げされ、倉庫として使用されている。弾薬庫は近づくことは困難な状況になっている。第3、第4砲台の榴弾砲は、愛媛県に進駐したイギリス軍の指令によってアセチレンガスで砲身を切断して解体された。第3砲台は、灯台付近から見下ろすと断崖にその開口部を視認できるが、第4砲台は海上からでないと視認できなかった。
1967年、佐田岬と御籠島の間の狭い海峡に三崎漁協の出荷管理用の蓄養池が作られた。これによって御籠島は陸続きとなり、蓄養池の堤防の上を通って御籠島に渡ることが出来るようになったが、蓄養池は漁協の所有であり一般人の立ち入りは禁止された。2010年に蓄養池は使用されなくなり、以後は風雨に晒されて荒廃が進んだ。
2016年の伊方町教育委員会の調査では、榴弾砲を動かす車輪の車軸や砲身を支える部品など約50点が穹窖砲台の内部より発見されている。

### 整備
2017年4月、伊方町によって第4砲台の1つが観光用に整備された。穹窖砲台内にはレプリカの三八式十二糎榴弾砲が設置された。また佐田岬灯台を望む展望台や「永遠（とわ）の灯」と呼ばれる灯台を東側から望むモニュメントが作られた。灯台からは三崎漁協の旧蓄養池を経由して御籠島に至る長さ200mの歩道が新たに整備された。第4砲台に続く洞穴も、元々は素掘りであったが、崩落防止のためにコンクリートで補強され見学できるようになった。